# Нойкирхен (Восточный Гольштейн)
Нойкирхен (нем. Neukirchen) — община в Германии, в земле Шлезвиг-Гольштейн.
Входит в состав района Восточный Гольштейн. Подчиняется управлению Ольденбург-Ланд. Население составляет 1174 человека (на 31 декабря 2010 года). Занимает площадь 28,5 км².